# Thysananthus sellingii
Thysananthus sellingii là một loài Rêu trong họ Lejeuneaceae. Loài này được (Herzog) Hürl. miêu tả khoa học đầu tiên năm 1989.